# عالمگیر کبیر رعنا
عالمگیر کبیر رعنا (بنگالی: শেখ আলমগীর কবির রানা؛ زادهٔ ۷ ژوئن ۱۹۹۰) بازیکن فوتبال اهل بنگلادش است.
از باشگاه‌هایی که در آن بازی کرده است می‌توان به باشگاه فوتبال شیخ جمال دانموندی اشاره کرد.
وی همچنین در تیم ملی فوتبال بنگلادش بازی کرده است.